# إرسال متعدد
الإرسال المتعدد (بالإنجليزية: Multiplexing)‏ هي طريقة يتم من خلالها دمج مجموعة من الإشارات الرقمية أو التناظرية معًا لإرسالها عبر قناة إرسال مشتركة.
عند استخدام الاتصالات السلكية واللاسلكية وشبكات الحاسوب، يوجد هناك أمور مرتبطة بهم لا يمكننا الاستغناء عنهم، من هذه الأمور تعدد الإرسال أو ما يسمى بالاتصال المتعدد، وهي طريقة لجمع الاشارات الرقمية واللارقمية عن طريق وسط واحد. هدفنا في هذه المرحلة هو الاستفادة من المصادر التي تكون باهظة الثمن في أكثر من موضوع.
مثلا، في الاتصالات يمكن ان تتم عده اتصالات عن طريق سلك واحد.
ويعود اصل استخدام تعدد الإرسال إلى عام الف وثمان مئه وسبعين، ولكن الآن لقد انتشر استخدامه بطريقه واسعه في تطبيقات كبيره في الاتصالات.
ف مثلا على صعيد استخدام الهواتف النقاله يعتبر جورج اون هو الذي صمم تعدد الإرسال في عام الف وتسع مئه وعشره.
الجهاز الذي ينفذ تعدد الإرسال يسمى مضاعف واما الجهاز الذي ينفذ العملية العكسيه هو مزيل تعدد الإرسال اما بالنسبة لتعدد الإرسال العكسي فهدفه عكس هدف تعدد الإرسال.
سمى الجهاز الذي ينفذ تعدد الإرسال بمضاعف الاتصال المتعدد ويسمى الجهاز الذي ينفذ العملية العكسية مزيل تعدد الإرسال أي إن تعدد الإرسال العكسي له هدف معاكس مثل تعدد الإرسال، أي لكسر بيانات واحده.
تعدد الإرسال هي طريقه يتم من خلالها تجميع اشارات تناظريه أو رقميه متعدده في اشاره واحده عبر وسط مشترك وتستخدم في شبكات الاتصال وشبكات الحاسوب لتقاسم المصادر المكلفه
و الهدف منها تقاسم المصادر باهظه الثمن.
أما في شبكات الاتصالات وشبكات الحاسوب فإن تعدد الإرسال هو طريقه يتم من خلاله تجميع إشارات تناظرية أو رقمية متعددة في إشارة واحدة عبر وسط مشترك.

## الأنواع
في تعدد معدل البت للمتغيرات في الاشاره الرقميه يمكن ان تنتقل هذه المتغيرات بكفاءه عاليه وذلك عن طريق الطريق ذو التردد الواحد في احصائيه الاتصال المتعدد. وهذه الطريقة تستخدم في مجال الوقت الغير متزامن في تعدد الاتصال والتي تعتبر شكل من اشكال تعددالاتصال في تقسيم الوقت.
ان البتات الرقميه تستطيع ان تنتقل عن طريق الاشارات اللارقميه والتي تكون عن طريق تقنيه الكود المتعدد الاتصال مثل التردد النتقل النتشر في الطيف وايضا التتابع المباشر المنتشر في الطيف.
في الاتصالات اللاسلكيه، الاتصال المتعدد يمكن أيضا ان يتم وذلك عن طريق المناوبة بين الاقطاب افقي أو عامودي مع عقارب الساعة أو عكسها على كل قناه متجاوره أو عن طريق صفيف هوائي متعدد المراحل جنبا إلى جنب مع مخطط متعدد المدخلات متعددة المدخلات.

### تعددالإرسال بتقسيم الفضاء
في الاتصالات السلكيه، يعتبر تقسيم الفضاء متعدد الاتصال أو ما يعرف ب تقسيم الفضاء متعدد الاستخدام هو استخدام نقطة منفصلة إلى نقطة الموصلات الكهربائية لكل قناة المرسلة.
مثال على ذلك كابل الصوت اللارقمي مع زوج من الاسلاك في يسار القناه وزوج اخر في يمين القناه ومتعدد القنوات في كابل الهاتف مثل شبكات التي تكون على شكل نجمه تحول مثل شبكة الوصول إلى الهاتف وشبكه تبديل الإيثرنت والشبكة التشعبية.
اما عن الاتصالات اللاسلكيه يتم تحقيق تعدد الإرسال في تقسيم الفضاء مع عناصر متعددة أنتينا حتى تستطيع تشكيل صفيف على مراحل أنتين.
أمثله على ذلك مدخلات متعددة المدخلات ومتعددة الاخراج، ومدخلات ذو مدخل واحد وإخراج واحد، ومدخلات متعدده وإخراج واحد.
حسب مشروع المنظمة (IEEE) الراوتر اللاسلكي يستطيع التواصل مبدئيا مع جهاز التوجيه اللاسلكي مع هوائيات، حيث تصل عظمى التردد إلى خمسه واربعين مليون بت في الثانية وهذا يسبب في زياده عظمى التردد حسب المتغير الذي ادخلناه.
فإن هوائيات مختلفة يمكن ان تعطي توقيعات انتشار متعددة المسيرات وهذا يمكن التقنيات التي تستخدم الاشارات الرقميه ان تفصل هذه الاشارات وتقسمها بين بعضها البعض. ويمكن أيضا استخدام هذه التقنيات للتنوع المكاني وذلك عن طريق تحسين المتانة والبهوت أكثر عند استخدام طريقه تعدد الاتصال.

### تعدد الإرسال بتقسيم التردد

يتم إزاحة الطيف من كل إشارة الدخل إلى نطاق تردد واضح: مضاعفة التردد تقسيم (FDM)

إن تعدد الإرسال بتقسيم الترددهو بطبيعته تكنولوجيا تناظرية. ويحقق هذا النظام الجمع بين عدة إشارات في وسيط واحد بإرسال إشارات في عدة نطاقات ترددية متميزة على وسيط واحد. في هذا النظام (تعدد الإرسال بتقسيم التردد) الإشارات إشارات كهربائية. ومن أكثر التطبيقات شيوعا في مجال البث التلفزيوني المباشر البث الإذاعي والتلفزيوني التقليدي من المحطات الأرضية أو المتنقلة أو محطات الساتالايت أو التلفزيون ذو الكابل. كابل واحد فقط يصل إلى منطقة سكنية للعميل، ولكن مزود الخدمة يمكن إرسال قنوات تلفزيونية متعددة أو إشارات في وقت واحد عبر هذا الكابل لجميع المشتركين دون تدخل. يجب أن تستجيب أجهزة الاستقبال للتردد المناسب (القناة) للوصول إلى الإشارة المطلوبة.
وتستخدم تكنولوجيا مختلفة تسمى تعدد الإرسال بتقسيم الطول الموجي (ودم) في الاتصالات البصرية.

### الإرسال المتعدد بتقسيم الزمن

تعدد الإرسال بتقسيم الزمن

وتعدد الإرسال بتقسيم الزمن (تم) هو تقنية رقمية (أو نادرة، تناظرية) تستخدم الوقت بدلا من الفضاء أو التردد لفصل تدفقات البيانات المختلفة. ويشمل تعدد الإرسال المتتابع (تم) مجموعات تتابع لعدد قليل من البتات أو البايتات من كل تدفق دخل فردي، واحدا تلو الآخر، وبطريقة يمكن ربطها مع المستقبل المناسب. وإذا ما تم ذلك بسرعة كافية، فإن أجهزة الاستقبال لن تكتشف أن بعض وقت الدارة استعمل لخدمة مسار اتصالات منطقي آخر.
النظر في تطبيق يتطلب أربعة محطات في المطار للوصول إلى جهاز كمبيوتر مركزي. كل محطة توصيلها في 2400 باود، وذلك بدلا من الحصول على أربع دوائر فردية لنقل مثل هذه السرعة المنخفضة، قامت شركة الطيران بتثبيت زوج من المضاعفات. كما تم تركيب زوج من 9600 مودم باود ودائرة اتصالات تناظرية مخصصة من مكتب تذكرة المطار إلى مركز بيانات شركات الطيران. تستخدم بعض خوادم بروكسي الويب (على سبيل المثال، بوليبو) تم في عملية نقل خطوط HTP متعددة لعمليات HTP على نفس اتصال TCP / IP.
ويشير الموجه الحامل إلى النفاذ المتعدد وطرائق الاتصال متعددة القنوات إلى تعدد الإرسال بالتقسيم الزمني في أن تدفقات البيانات المتعددة تفصل بين الوقت على نفس الوسيط، ولكن نظرا لأن الإشارات لها أصول منفصلة بدلا من دمجها في إشارة واحدة، وذلك بدلا من أن يكون شكلا من أشكال تعدد الإرسال.

### الاستقطاب المتعدد تقسيم
ويستخدم تعدد الإرسال باستقطاب التقسيم استقطاب الإشعاع الكهرومغناطيسي لفصل القنوات المتعامدة. وهي تستخدم عمليا في كل من الاتصالات الراديوية والبصرية، ولا سيما في غبيت / s 100 لكل نظام من أنظمة إرسال الألياف الضوئية

### المدار الزاوي مضاعفة الزخم
الزخم الزاوي المتعدد الزاوي المداري هو تقنية جديدة وتجريبية نسبيا لتعدد قنوات متعددة من الإشارات التي تنقل باستخدام الإشعاع الكهرومغناطيسي على مسار واحد. ويمكن استخدام هذه الطريقة بالإضافة إلى أساليب تعدد الإرسال الفيزيائية الأخرى لتوسيع قدرة الإرسال في هذه الأنظمة. اعتبارا من عام 2012 لا يزال في مرحلة البحث المبكر، مع مظاهرات المختبر صغيرة النطاق من عرض النطاق الترددي تصل إلى 2.5 تبيت / ثانية على مسار ضوء واحد.

### التشفير المقسم بالاتصال المتعدد
التشفير المقسم بالاتصال المتعدد (CDM) الوصول المتعدد للتشفير المقسم (CDMA), سلسلة من الانتشارات وهي صنف من التقنيات بحيث تنتشر بعدة قنوات مشتركة في الوقت نفسه وبذات التردد، ومعدل نقل البيانات الوهمي اعلى بكثير من معدل سرعة المعلومات أو المعدل الرمزي. شكل واحد هو قفزة التردد، واخ هو تسلسل انتشار الطيف المباشر. وفي الحالة الأخيرة ترسل كل قناة مجموعة من البت كسلسلة مشفرة من النبضات في قنوات محددة تسمى الرقائق، عدد الرقائق لكل بت، أو الرقائق لكل رمز، هو عامل الانتشار. وعادة يتم إرسال الكود بإرسال سلسلة فريدة من النبضات القصيرة التي تعتمد على الزمن، والتي توضع داخل رقاقة مؤقتة ضمن أكبر وقت ممكن من البت، جميع القنوات يمكن ان تنتقل على نفس الالياف أو قناة الراديو أو بأي وسط آخر والمضمم غير متزامن. هناك مزايا أكثر من التقنيات التقليدية وهي:
1. ممكن عرض النطاق الترددي المتغير (تماماً كإحصائية المضمم)
2. يسمح هذا النطاق الترددي المتغير بنقل إشارة للفقراء نسبة إلى الضوضاء ووفقا لنظرية شانون هارتلي
3. انتشاره متعدد المسارات في الاتصالات اللاسلكية
4. يمكن مكافحة هذا الانتشار بواسطة أجهزة الاستقبال.

(CDMA)تطبيق كبير في (نظام تحديد المواقع العالمي) (GPS).

## طريقة الوصول المتعدد
وتقنية المضمم يمكن تمديدها إلى عدة طرق وصول متعددة، على سبيل المثال: (TDM) (نظام التقسيم الزمني) في النفاذ المتعدد يتم تقسم الباند لازمنه (TDMA)، وايضا تعدد الإرسال الإحصائي في الناقل (CSMA) وطريقة الوصول المتعدد يمكن جعلها لعدة مرسلات متصلة بنفس الوسيلة المادية على تقاسم قدرتها.
ويتم توفير تعدد الإرسال من قبل الطبقة المادية للنموذج (OSI)، بينما يتضمن النفاذ المتعدد (TDM) بروتوكول تحكم في النفاذ إلى الوسائط، وهو جزء من طبقة وصلة البيانات. وطبقة النقل في نموذج (OSI)، توفر تعدد الإرسال الإحصائي في حالة تدفق عدة بيانات طبقة التطبيق إلى نفس جهاز الكمبيوتر.
(CDM): رمز متعدد الوصل هو تقنية ينقل كقناة مشفرة محددة من الذبذبات ويتم هذا الإرسال المشفر عادة بواسطة طرق إرسال فريدة من نوعها، تعتمد على سلسلة ذبذبات قصيرة، والتي يتم وضعها داخل اماكن رقاقة (صغيرة) ضمن جزء كبير من الوقت.
وغيرها من الوصول المتعدد هنالك ما يعرف بـ (FDMA): نظام التقسم الترددي وهو تقنية يتم تقسيم الشفرة إلى اجزاء صغيرة تستخدم كقسم متعدد النفاذ في نظام الاتصالات السلكية واللاسلكية (UMTS)، ومعيار للجيل الثالث (3G) المحمول، والاتصالات المتنقلة التي حددها الاتحاد الدولي للاتصالات (IUT).

## مجالات التطبيق

### الإبراق
كانت بدايات تكنولوجيا الاتصالات باستخدام الأسلاك الكهربائية، وبالتالي كان دور التلغراف الكهربائي تقاسم الاهتمام في الاقتصادات التي يوفرها تعدد الإرسال.
سمحت التجارب المبكرة بأرسال رسالتين منفصلتين في اتجاهين متعاكسين في وقت واحد، أولا باستخدام بطارية كهربائية في كلا الطرفين، ثم في نهاية واحدة فقط.
- طور إيميل باودوت نظام تعدد الإرسال الزمني لعدة آلات هيوز في 1870.
- في عام 1874، طور توماس إديسون التلغراف رباعي الأضلاع الذي سمح بإرسال رسالتين في كل اتجاه في وقت واحد، مما يعني أربع رسائل تعبر في نفس السلك وفي نفس الوقت.

وكان العديد من العمال يحققون في التلغراف الصوتي، وهو تقنية تعدد الإرسال بتقسيم التردد، مما أدى إلى اختراع الهاتف.

### المهاتفة
وفي المهاتفة، ينتهي خط الهاتف الخاص بالعميل عادة في صندوق المكثف عن بعد، حيث يتم إرساله بشكل متكرر مع خطوط هاتفية أخرى لهذا الحي أو أي منطقة أخرى مماثلة. ثم تنقل الإشارة المضاعفة إلى مكتب التبديل المركزي على عدد أقل بكثير من الأسلاك ولمسافات أبعد بكثير من خط العميل يمكن أن تذهب عمليا.
وهذا ينطبق أيضا على خطوط المشتركين الرقمية (DSL).
الألياف في حلقة (FITL): هو طريقة شائعة من تعدد الإرسال، والذي يستخدم الألياف البصرية كما العمود الفقري.
فإنه لا يربط فقط خطوط الهاتف POTS مع بقية PSTN، ولكن أيضا يحل محل DSL من خلال ربط مباشرة إلى إيثرنت السلكية في المنزل. غالبا ما يكون وضع النقل غير المتزامن هو بروتوكول الاتصالات المستخدم.
لأن جميع خطوط الهاتف (والبيانات) تم تجميعها معا، لا يمكن الوصول إلى أي منهم إلا من خلال تجميع الإرسال المتعدد.
وفي الحالات التي تكون فيها هذه المزيلات غير المألوفة غير شائعة، فإن ذلك يوفر اتصالات أكثر أمانا، على الرغم من أن الاتصالات ليست مشفرة عادة.
تلفزيون الكابل منذ فترة طويلة حملت القنوات التلفزيونية متعددة، وفي وقت متأخر من القرن ال 20 بدأت تقدم نفس الخدمات مثل شركات الهاتف.
ويتوقف البث التلفزيوني عبر الإنترنت أيضا على تعدد الإرسال.

### معالجة الفيديو
وفي أنظمة تحرير الفيديو ومعالجته، يشير تعدد الإرسال إلى عملية تشذير الصوت والفيديو في تدفق بيانات متماسك واحد.
وفي شريط الفيديو الرقمي، عادة ما يكون تدفق النقل هذا سمة من سمات شكل الحاوية التي قد تتضمن بيانات وصفية ومعلومات أخرى، مثل الترجمات المصاحبة. قد يكون لتيارات الصوت والفيديو معدل بت متغير. وعادة ما تسمى البرمجيات التي تنتج مثل هذا التدفق و / أو الحاوية النقلية معدد إحصائي أو موكسر. وديموكسر هو البرمجيات التي استخراج أو خلاف ذلك يجعل المتاحة لمعالجة منفصلة مكونات هذا تيار أو حاوية.

### البثالرقمي
في أنظمة التلفزيون الرقمي والأنظمة الراديوية الرقمية، العديد من اجزاء البيانات يتم تعدد ارسالها معاو يتم إعادة صياغتها إلى ازاء بيانات جديدة وهذا ما يسمى بوسائل التعدد الإحصائي، مما يجعل ممن الممكن إرسال العديد من قناوات الفيديو والصوت على تردد قناه واحده، بالإضافة إلى خدمات أخرى متعددة.
في أنظمة التلفزيون الرقمي، وهذا قد ينطوي على تعريف قياسي لعده من تعاريف التلفزيون برامج (STDV), بالاخض على (DVB-T, DVB-S2, ISDB)و أيضا
(ATSC-C) أو على واحده من HDTV أو مع اشاره واحده وعدة قنوات تمتد من 6-8 MHz . ويسمى الجهاز الذي ينجز هذا معدد إحصائي. وفي العديد من هذه الأنظمة، يتم إنتاج تعدد الإرسال باستخدام MPEG . وتتيح أحدث معايير DVB و DVB-S2 و DVB-T2 على حمل عدة قنوات من HDTV في إرسال متتعدد. حتى معايير DVB الأصلية يمكن أن تحمل المزيد من قنوات HDTV لاهدافمتعدده اذتم استخدام أجهزة ضغط MPEG-4 الأكثر تقدما.
وفي سواتل الاتصالات التي تحمل شبكات تلفزيونية وشبكات إذاعية تبث هذه القناة باسم قناة متعددة لكل موجة حاملة أو MCPC. يتم استعمال قناة واحدة لكل نمط موجة حاملة في الحالات التي يكون فيها تعدد الإرسال غير عملي مث ل حيث توجد مصادر مختلفة باستعمال مرسل مستجيب وحيد.
وتنفذ عادة تعدد إرسال الإشارة للتلفزيون الساتلي والقنوات الراديوية في مركز تشغيل مركزي اللإشارة ومركز الإرسال، مثل خدمات المنصة SES في ألمانيا، الذي يوفر البث، والأرشفة الرقمية، والتشفير، والروابط الصاعدة، فضلا عن تعدد الإرسال، لمئات من القنوات التلفزيونية الرقمية والإذاعية.
في الإذاعة الرقمية، كل من البث الإذاعي الرقميDAB) Eureka 147) نظام البث السمعي الرقمي وفي نطاق على قناة HD راديو، FMeXtra وأنظمة راديو مونديال الرقمية يمكن أنتستخدم قنوات متعددة، وهذا مطلوب أساسا مع إرسالات من نوع DAB (حيث يطلق على تعدد الإرسال DAB ensemble)ولكنه اختياري تماما مع أنظمة IBOC.

### البث التناظري
وفي بث FM والوسائط الراديوية التماثلية الأخرى، يعبر تعدد الإرسال عادة عن عملية إضافة الموجات الحاملة الفرعية إلى الإشارة السمعية قبل دخولها إلى المرسل، حيث يحدث التعديل.(وفي الواقع، يمكن توليد إشارة تعدد الإرسال الاستريو باستعمال تعدد الإرسال بالتقسيم الزمني), عن طريق التبديل بين إشارات الدخل الاثنتين (القناة اليسرى والقناة اليمنى) بمعدل الموجات فوق الصوتية (الناقل الفرعي), ومن ثم تصفية أعلى التوافقيات، والمضاعفة في هذا المعنى يعرف أحيانا باسم MPX . والتي بدورها هي أيضا مصطلح قديم ل FM ستيريو، اللذي ينظر في أنظمة ستيريو منذ عام 1960 ميلادي.